# Дейкало, Стефан
Стефан Дейкало (пол. Stefan Dejkało; род. 15 октября 1959) — польский шахматист, международный мастер (1986).
Серебряный призёр чемпионата Польши 1986 года. По итогам соревнования набрал одинаковое количество очков с М. Хавелко, однако уступил последнему в матче за первое место.
В составе сборной Польши участник 26-й Олимпиады (1986) в Дубае.
В составе клуба «Полония» (г. Варшава) многократный участник командных чемпионатов Польши (1977, 1980—1982, 1985—1989). Самое успешное выступление было в 1988 году: играя на 4-й доске, С. Дейкало завоевал бронзовую медаль в команде и золотую медаль в индивидуальном зачёте.

## Изменения рейтинга
| Графики недоступны из-за технических проблем. См. информацию на Фабрикаторе и на mediawiki.org. |